# Eduardo Pereira Rodrigues
Eduardo Pereira Rodrigues (Goiânia, 7 de gener de 1992), més conegut com a Dudu, és un futbolista brasiler que juga de davanter. Actualment juga al Palmeiras.

## Palmarès
Coritiba
- Campionat Brasiler Sèrie B: 2010

Cruzeiro
- Campionat Mineiro: 2011

Palmeiras
- Copa del Brasil: 2015
- Campionat Brasiler: 2016